# 哈耶利

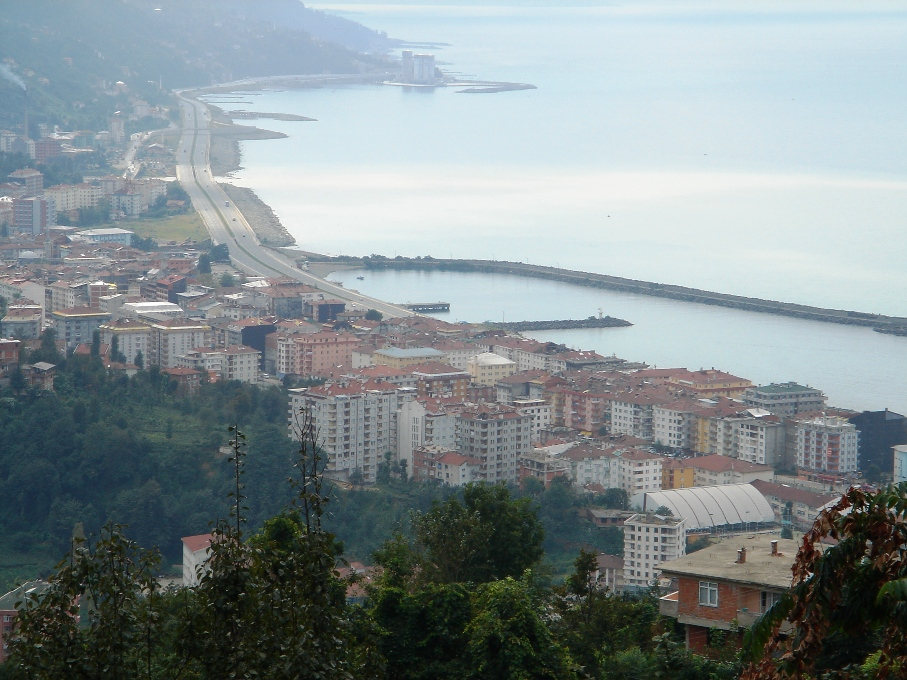

哈耶利是土耳其的城鎮，由里澤省負責管轄，位於該國東北部，距離首府里澤18公里，面積473平方公里，主要經濟活動是種植茶葉，2000年人口26,900。

## 外部連結
- （土耳其文） the municipality（页面存档备份，存于）
- （土耳其文） the district governorate（页面存档备份，存于）